# Episodi di Blindspot (quarta stagione)
La quarta stagione della serie televisiva Blindspot è stata trasmessa in prima visione negli Stati Uniti d'America da NBC dal 12 ottobre 2018 al 31 maggio 2019. In Italia è trasmessa da Premium Crime la prima parte dal 1º aprile al 10 giugno 2019, invece la seconda parte invece dal 16 settembre al 25 novembre dello stesso anno.
| n° | Titolo originale                                 | Titolo italiano           | Prima TV USA     | Prima TV Italia   |
| -- | ------------------------------------------------ | ------------------------- | ---------------- | ----------------- |
| 1  | Hella Duplicitous                                | Sleale da morire          | 12 ottobre 2018  | 1º aprile 2019    |
| 2  | My Art Project                                   | La mappa                  | 19 ottobre 2018  | 8 aprile 2019     |
| 3  | The Quantico Affair                              | The Quantico Affair       | 26 ottobre 2018  | 15 aprile 2019    |
| 4  | Sous-Vide                                        | Sottovuoto                | 2 novembre 2018  | 22 aprile 2019    |
| 5  | Naughty Monkey Kicks at Tree                     | Reazione a catena         | 9 novembre 2018  | 29 aprile 2019    |
| 6  | Ca-Ca-Candidate for Cri-Cri-Crime                | Candidati corrotti        | 16 novembre 2018 | 6 maggio 2019     |
| 7  | Case: Sun, Moon and the Truth                    | Caso: sole, luna e verità | 30 novembre 2018 | 13 maggio 2019    |
| 8  | Screech, Thwack, Pow                             | Minacce e tradimenti      | 7 dicembre 2018  | 20 maggio 2019    |
| 9  | Check Your Ed                                    | Scava nella tua mente     | 11 gennaio 2019  | 27 maggio 2019    |
| 10 | The Big Reveal                                   | La grande rivelazione     | 18 gennaio 2019  | 3 giugno 2019     |
| 11 | Careless Whisper                                 | Tatuata a morte           | 1º febbraio 2019 | 10 giugno 2019    |
| 12 | The Tale Of The Book Of Secrets                  | Il libro dei segreti      | 8 febbraio 2019  | 16 settembre 2019 |
| 13 | Though This Be Madness, Yet There Is Method In't | Una metodica follia       | 15 febbraio 2019 | 23 settembre 2019 |
| 14 | The Big Blast From The Past Episode              | Un'esplosione nel passato | 8 marzo 2019     | 30 settembre 2019 |
| 15 | Frequently Recurring Struggle For Existence      | Sensi di colpa            | 15 marzo 2019    | 7 ottobre 2019    |
| 16 | The One When Jane Visits an Old Friend           | Un vecchio amico          | 22 marzo 2019    | 14 ottobre 2019   |
| 17 | The Night of the Dying Breath                    | Notte dell'ultimo respiro | 5 aprile 2019    | 21 ottobre 2019   |
| 18 | Ohana                                            | Ohana                     | 12 aprile 2019   | 28 ottobre 2019   |
| 19 | Everybody Hates Kathy                            | Tre topolini ciechi       | 19 aprile 2019   | 4 novembre 2019   |
| 20 | Coder to Killer                                  | L'informatico assassino   | 24 maggio 2019   | 11 novembre 2019  |
| 21 | Masters of War 1:5 - 8                           | Blackout                  | 31 maggio 2019   | 18 novembre 2019  |
| 22 | The Gang Gets Gone                               | Spirito di squadra        | 31 maggio 2019   | 25 novembre 2019  |

## Sleale da morire
- Titolo originale: Hella Duplications
- Diretto da: Martin Gero
- Scritto da: Rachel Caris Love

### Trama
Jane e gli altri danno la caccia a un agente ed emerge un criminale. Nel frattempo, il membro del Consiglio Madeleine Burke uccide Blake e l'intero Consiglio e ritiene Zapata una risorsa utile.

## La mappa
- Titolo originale: My Art Project
- Diretto da: Adam Salky
- Scritto da: Christina M. Kim

### Trama
L'intera comunità dell'Intelligence viene messa in pericolo quando Remi coopta un caso dell'FBI. Nel frattempo Burke e Zapata vanno all'avvocato di Blake per recuperare un disco contenente tutti i file dell'azienda.

## The Quantico Affair
- Titolo originale: The Quantico Affair
- Diretto da: David Tuttman
- Scritto da: Chad McQuay & Chris Pozzebon

### Trama
Patterson e Rich prendono il comando mentre Jane e gli altri affrontano una minaccia esplosiva.

## Sottovuoto
- Titolo originale: Sous-Vide
- Diretto da: Aric Avelino
- Scritto da: Eric Buchman

### Trama
Un tatuaggio mette in pericolo Jane e gli altri quando una malattia mortale viene diffusa all'interno dell'FBI. Quando Reade torna a casa, viene aggredito da Claudia, assistente della Burke, ma viene messo sotto tiro da Zapata.

## Reazione a catena
- Titolo originale: Naughty Monkey Kicks at Tree
- Diretto da: Chris Place
- Scritto da: Rachel Caris Love

### Trama
Un tuffo nel passato di Rich spinge Jane e gli altri a indagare su un complotto terroristico mortale, mentre Reade viene preso in ostaggio da Zapata per interrogarlo sul codice d'accesso del computer.

## Candidati mortali
- Titolo originale: Ca-Ca-Candidate for Cri-Cri-Crime
- Diretto da: Andi Armagadian
- Scritto da: Chris Pozzebon

### Trama
Jane e gli altri vengono coinvolti in pericolosi intrighi politici quando un tatuaggio indica qualcuno del passato di Weitz.

## Caso: sole, luna e verità
- Titolo originale: Case: Sun, Moon and the Truth
- Diretto da: Andi Mikita
- Scritto da: Ryan Johnson & Peter Lalayanis

### Trama
Mentre è in corso un chiarimento tra Jane e Weller, arriva Eve per raccontare sui soldi sequestrati nel suo deposito segreto per criminali.

## Minacce e tradimenti
- Titolo originale: Screech, Thwatch, Pow
- Diretto da: David Tuttman
- Scritto da: Kate Sargeant Curtis

### Trama
Zapata e Burke si recano in Messico a incontrare il capo di un cartello per il quale lavora Del Toro, un hacker che potrebbe essere utile al piano, ma Reade e Weitz intercettano Zapata e la arrestano.

## Scava nella tua mente
- Titolo originale: Check Your Ed
- Diretto da: David McWhirter
- Scritto da: Brendan Gall

### Trama
Patterson e Ritchie, aiutati dalla dottoressa Williams, sottopongono Jane a una procedura sperimentale, per tentare di liberarla dal controllo esercitato dal suo alter ego, Remi.

## La grande rivelazione
- Titolo originale: The Big Reveal
- Diretto da: Joy T. Lane
- Scritto da: Matt Young

### Trama
Zapata interrogata da Reade, confessa in realtà di essere sotto copertura dalla CIA di cui era al corrente solo Keaton. Intanto, si scopre che Roman aveva indicato il nome di una dottoressa collegata alla cura di uno ZIP.

## Tatuata a morte
- Titolo originale: Careless Whisper
- Diretto da: Mark Tonderai
- Scritto da: Eric Buchman

### Trama
Jane e la squadra sono sulle tracce di un serial killer descritto nel manoscritto finale di uno scrittore di gialli ucciso, mentre Zapata viene salvato da uno scagnozzo della Burke dagli agenti della CIA.

## Il libro dei segreti
- Titolo originale: The Tale of the Book of Secrets
- Diretto da: R.T. Thorne
- Scritto da: Rachel Caris Love

### Trama
Patterson e Rich, grazie ad un'altra cache di dati, identificano un miliardario che possiede le cellule staminali necessarie per curare Jane, intanto Zapata prende Boston al posto di Del Toro.

## Una metodica follia
- Titolo originale: Though This Be Madness, Yet There Is Method In't
- Diretto da: Ramaa Mosley
- Scritto da: Christina M. Kim

### Trama
Zapata esorta Boston ad hackerare quanto più possibile senza avere danno all'elicottero. Jane e Weller ricevono una busta da un avvocato che si occupa della proprietà di Shephard, che contiene un nuovo puzzle illustrato da risolvere.

## Un'esplosione nel passato
- Titolo originale: The Big Blast From The Past Episode
- Diretto da: Kristin Windell
- Scritto da: Kate Sargent Curtis

### Trama
Zapata, ritornata all'FBI, racconta a Reade della sua missione fallita dopo che il suo aggressore le ha impedito di caricare i file sul suo telefono.

## Sensi di colpa
- Titolo originale: Frequently Recurring Struggle For Existence
- Diretto da: Martha Mitchell
- Scritto da: Matt Young

### Trama
Jane e la squadra indagano su un attentatore, approfondendo un caso del passato.

## Un vecchio amico
- Titolo originale: The One Where Jane Visits An Old Friend
- Diretto da: Jean de Segonzac
- Scritto da: Eric Buchman

### Trama
Il passato di Jane con Shepherd e Sandstorm aiuta e ostacola gli sforzi della squadra per fermare la vendita di un dispositivo che utilizzerà il plutonio rubato come arma.

## Notte dell'ultimo respiro
- Titolo originale: The Night of the Dying Breath
- Diretto da: Jeff T. Thomas
- Scritto da: Chris Pozzebon

### Trama
La squadra in particolare Zapata sono sulle tracce della Burke mentre Jane cerca aiuto da un nemico familiare.

## Ohana
- Titolo originale: Ohana
- Diretto da: Sudz Sutherland
- Scritto da: Sabrina Deana-Roga e Anne Hecker

### Trama
La squadra corre contro il tempo per salvare Jane dal piano da incubo di un assassino.

## Tre topolini ciechi
- Titolo originale: Everybody Hates Kathy
- Diretto da: David McWhirter
- Scritto da: Kate Sargeant Curtis

### Trama
La squadra indaga su un'arma mortale rubata, Jane sostiene Weller quando qualcuno del suo passato riporta alla luce ricordi dolorosi.

## L'informatico assassino
- Titolo originale: Coder to Killer
- Diretto da: Martha Mitchell
- Scritto da: Ryan Johnson e Peter Lalayanis

### Trama
L'FBI sono stati minacciati da un criminale pericoloso e vendicativo, Zapata e Reade si orientano nella loro situazione di vita, Patterson esplora un interesse nascente.

## Blackout
- Titolo originale: Masters of War 1:5 - 8
- Diretto da: Amanda Tapping
- Scritto da: Matt Young

### Trama
Dominic inizia a mettere in atto il piano catastrofico della Burke, mentre la squadra tenta di fermarlo ma è troppo tardi: la Burke ha fatto causare un blackout tramite un virus informatico.

## Spirito di squadra
- Titolo originale: The Gang Gets Gone
- Diretto da: David McWhirter
- Scritto da: Chris Pozzebon

### Trama
L'interruzione della rete elettrica fatto causare dalla Burke continua a diffondersi su tutto il paese, mentre le divisioni all'interno della squadra diventano evidenti quando vengono alla luce diversi segreti. La squadra segue Kathy in Islanda per poi fermare l'hacker. La Burke, ribalta la situazione sul direttore Weltz per far cadere la colpa sulla squadra, e il suo assistente Lucas Nash organizza un attacco con i droni che distrugge il rifugio della squadra, con tutti tranne Jane ancora all'interno.